# BMW F15
BMW F15 (eller BMW X5) är en SUV, tillverkad av den tyska biltillverkaren BMW mellan 2013 och 2018.

## Motor
| Modell          | Årsmodell | Motor                    | Cylindervolym | Effekt | Bränslesystem                      |
| --------------- | --------- | ------------------------ | ------------- | ------ | ---------------------------------- |
| X5 s/xDrive 25d | 2014-15   | N47: 4-cyl radmotor DOHC | 1995 cm³      | 218 hk | Common rail turbodiesel            |
| X5 s/xDrive 25d | 2016-18   | B47: 4-cyl radmotor DOHC | 1995 cm³      | 231 hk | Common rail turbodiesel            |
| X5 xDrive 30d   | 2014-18   | N57: 6-cyl radmotor DOHC | 2993 cm³      | 258 hk | Common rail turbodiesel            |
| X5 xDrive 40d   | 2014-18   | N57: 6-cyl radmotor DOHC | 2993 cm³      | 313 hk | Common rail turbodiesel            |
| X5 M50d         | 2014-18   | N57: 6-cyl radmotor DOHC | 2993 cm³      | 381 hk | Common rail turbodiesel            |
| X5 xDrive 35i   | 2014-18   | N55: 6-cyl radmotor DOHC | 2979 cm³      | 306 hk | Direktinsprutning, turbo           |
| X5 xDrive 40e   | 2016-18   | N20: 4-cyl radmotor DOHC | 1997 cm³      | 313 hk | Direktinsprutning, turbo + elmotor |
| X5 xDrive 50i   | 2014-18   | N63: 8-cyl V-motor DOHC  | 4395 cm³      | 450 hk | Direktinsprutning, turbo           |
| X5 M            | 2015-18   | S63: 8-cyl V-motor DOHC  | 4395 cm³      | 575 hk | Direktinsprutning, turbo           |